# Donje Mrzlo Polje
Donje Mrzlo Polje är en ort i Kroatien.   Den ligger i länet Karlovacs län, i den centrala delen av landet, 50 km sydväst om huvudstaden Zagreb. Donje Mrzlo Polje ligger 133 meter över havet och antalet invånare är 504.
Terrängen runt Donje Mrzlo Polje är platt. Runt Donje Mrzlo Polje är det glesbefolkat, med 10 invånare per kvadratkilometer. Närmaste större samhälle är Karlovac, 3,2 km norr om Donje Mrzlo Polje. Omgivningarna runt Donje Mrzlo Polje är en mosaik av jordbruksmark och naturlig växtlighet.